# Товпижин
Товпи́жин — село в Україні, у Демидівській селищній громаді Дубенського району Рівненської області. Населення становить 319 осіб.

## Географія

### Розташування
Село знаходиться на березі Хрінницького водосховища, до сільської ради 8 км. На сході межує з Хрінниками, з усіх інших сторін оточене лісами і водами Хрінницького водосховища.

### Рельєф
Територія рівнинна, з незначними підвищеннями. Переважаючі висоти - 180-190 м над рівнем моря.

## Історія

### Археологічні знахідки
7 (20) листопада 1917 року, відповідно до Третього Універсалу Української Центральної Ради, увійшло до складу Української Народної Республіки.

Товпижин на польській карті 1924 року

### Незалежна Україна
12 червня 2020 року, відповідно до розпорядження Кабінету Міністрів України № 722-р від «Про визначення адміністративних центрів та затвердження територій територіальних громад Рівненської області», увійшло до складу Демидівської селищної громади Демидівського району.
19 липня 2020 року, в результаті адміністративно-територіальної реформи та ліквідації Демидівського району, село увійшло до складу Дубенського району.

## Населення
За переписом населення України 2001 року в селі мешкало 367 осіб.

### Мова
Розподіл населення за рідною мовою за даними перепису 2001 року:
| Мова       | Відсоток |
| ---------- | -------- |
| українська | 99,17 %  |
| російська  | 0,83 %   |

## Транспорт
Курсує автобус Товпижин-Рівне.

## Культура
В селі діє початкова школа.
Окрасою села є Церква Преображеня Господнього. За поданням М. Теодоровича церква збудована в 1787 році. За переказами старожилів це стара церква. ЇЇ було розібрано і передано в інше село (назву села не пам'ятають). Свідченням того, що була стара церква є хрест на місці престолу та спогади старожилів.
Нову церкву побудували  трішки оддаль від старої. Метричні книги зберігаються з 1806 року. При церкві було 1824 сажні землі. При церкві побудована хатина, але для житла непридатна.  Нова церква побудована 1883 р. за кошти приходу. 19 серпня  храм було освячено, цей день є престольним святом села.